# Carbonat
Carbonat (Kemisk Ordbog) er syreresten af kulsyre. Det er en ion der består af et carbon-atom og tre oxygen-atomer (CO32-). carbonat skrives af og til som karbonat, og dette er den stavemåde, der er anvendt i Retskrivningsordbogen.
Syrerestionen indgår bl.a. i kalk, kulsyre og kobberkarbonat (se nedenfor).
Alle carbonater har den egenskab, at de kan reagere på to måder over for syre. De kan enten afgive deres metalion og i stedet overtage den fremmede syres hydroner, eller de kan helt ophøre med at være syre, når CO2 frigives fra kulsyren. På den måde kan carbonater helt fjerne syre fra en opløsning, og det er en virkning, som bliver udnyttet dagligt i alle former for jordbrug (Se også under buffereffekt).
De fleste kationer [metalion] med to eller flere positive ladninger laver tungtopløselige karbonatsalte, som defineret ved Helge Myginds bog i Kemi C, "2 g tungt opløseligt salt per 100 ml vand". I dennes skema angives kobberkarbonat til ikke at eksistere, men det gør det. Saltet udfældes let og ved tilsætning af saltsyre til et vasket bundfald dannes der bobler af CO2 som angivet ovenfor.
En speciel form for hydreret carbonat forekommer i koldt, alkalisk miljø som ikait, CaCO3, 6H2O. Ikait er navngivet efter den eneste kendte forekomst som ikka-søjler i Ikkafjorden i Grønland.